# Дачне (Покровський район)
Дачне — село (до 2011 року — селище) Курахівської міської громади Покровського району Донецької області, Україна.

## Загальні відомості
Відстань до райцентру становить близько 25 км і проходить автошляхом місцевого значення. Розташоване одразу за дамбою Курахівського водосховища.
Землі села межують із територією с. Улакли Великоновосілківського району Донецької області.

## Населення
За даними перепису 2001 року населення села становило 1684 осіб, із них 47,03 % зазначили рідною мову українську, 52,79 % — російську, 0,06 % — болгарську та молдовську мови.